# Tennesse
Ne doit pas être confondu avec Tennessee.
Le tennesse, souvent désigné par son nom anglais tennessine, est l'élément chimique de numéro atomique 117. Il a pour symbole Ts. Il correspond à l'ununseptium (Uus) de la dénomination systématique de l'IUPAC, et est encore appelé élément 117 dans la littérature. Il a été synthétisé pour la première fois en janvier 2010 par les réactions 249Bk (48Ca, 3n) 294Ts et 249Bk (48Ca, 4n) 293Ts à l'Institut unifié de recherches nucléaires (ОИЯИ ou JINR) à Doubna, en Russie. L'IUPAC a confirmé son identification en décembre 2015 et lui a donné en novembre 2016 son nom anglais définitif en référence au Tennessee, État américain où se trouve le laboratoire national d'Oak Ridge d'où provient la cible de berkélium ayant permis la synthèse de l'élément 117.
C'est un transactinide très radioactif, dont l'isotope connu le plus stable, le 294Ts, a une période radioactive d'environ 51 ms. Situé sous l'astate dans le tableau périodique des éléments, il appartient au bloc p et serait probablement de nature métallique, plus précisément un métal pauvre.

## Dénomination systématique et nom en français
L'ancien nom ununseptium relève de la dénomination systématique attribuée par l'Union internationale de chimie pure et appliquée (IUPAC) aux éléments chimiques inobservés ou dont la caractérisation expérimentale n'est pas encore formellement validée.  Il est composé de racines latines signifiant « un-un-sept » et du suffixe -ium générique pour les noms d'éléments chimiques.
La découverte de l'élément 117 a été confirmée par l'IUPAC le 30 décembre 2015. Le 8 juin 2016, la division de chimie inorganique de l'IUPAC annonça sa décision de retenir comme nom finaliste (en anglais) tennessine, de symbole Ts. Une consultation publique fut ouverte jusqu'au 8 novembre 2016,. L'IUPAC l'adopta définitivement le 28 novembre 2016.
La traduction du nom anglais tennessine dans les langues autres que l'anglais a posé certaines difficultés inédites, notamment en français, dans la mesure où il ne se terminait pas en -ium, immédiatement transposable dans de nombreuses langues. Par une recommandation d'avril 2016, l'IUPAC avait en effet indiqué que le nom anglais des éléments du groupe 17 devait normalement avoir la désinence -ine. L'usage en français a alors largement repris la forme anglaise tennessine à travers la presse et les magazines,, ainsi que par le ministère de l'Éducation du Québec. La forme tennesse, déduite par continuité avec le nom des autres éléments du groupe 17 — qui, hormis le fluor, ont en français la désinence -e — a d'abord été attestée assez marginalement, puis a été proposée par la banque de données terminologiques et linguistiques du gouvernement du Canada et a finalement été retenue en mars 2017 par la Société chimique de France et publié en juin 2017 au Journal officiel,.

## Synthèse

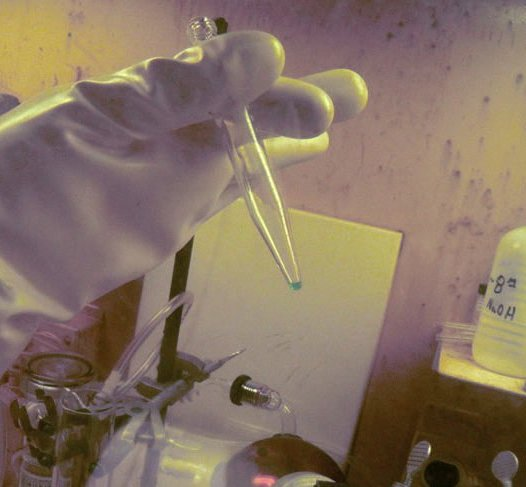
Cible de berkélium (visible ici en solution bleutée dans l'ampoule) utilisée pour produire l'élément 117.

La première synthèse de l'élément 117 est le fruit d'une collaboration entre le laboratoire national d'Oak Ridge (ORNL) à Oak Ridge, dans le Tennessee, et l'Institut unifié de recherches nucléaires (JINR) à Doubna, dans l'oblast de Moscou. L'ORNL était alors le seul laboratoire au monde à pouvoir fournir la cible en berkélium nécessaire à l'expérience, tandis que l'équipe d'Iouri Oganessian au JINR disposait d'installations en mesure de détecter les nucléides résultant de la fusion de cette cible avec des projectiles de calcium 48. Le berkélium de la cible a été produit par irradiation neutronique sur une durée d'environ 250 jours dans le réacteur isotopique à haut flux de l'ORNL de sept cibles contenant un mélange de microsphères de CmO2 et de poudre d'aluminium. Environ 50 g d'actinides sont présents dans chacune des cibles utilisées par le High Flux Isotope Reactor, majoritairement du curium (42 g), de l'américium (5 g) et du plutonium (3 g). Après irradiation, les cibles ont été conservées trois à quatre mois pour réduire la concentration d'iode 131 puis 22,2 mg de berkélium a été isolé des autres constituants. Six cibles de 6,0 cm2 ont été assemblées à partir de celui-ci au Research Institute of Atomic Reactors (en) par déposition de BkO2 (équivalent à 0,31 mg cm−2 de berkélium 249). Les cibles ont ensuite été placées à Doubna face au faisceau d'ions calcium 48, sur un disque tournant à 1 700 tours par minute,.
L'équipe du JINR a annoncé en janvier 2010 avoir observé la désintégration radioactive de l'élément 117 à travers deux chaînes de désintégration grâce au « séparateur de recul à gaz de Doubna » (DGFRS-I) : l'une correspondant à un isotope impair-impair (294Ts, 117 protons et 177 neutrons) ayant subi six désintégrations α avant une fission spontanée, et l'autre correspondant à un isotope impair-pair (293Ts, 117 protons et 176 neutrons) ayant subi trois désintégrations α avant une fission spontanée :
48
20Ca + 249
97Bk ⟶ 297
117Ts* ⟶ 294
117Ts + 3 1
0n (1 nucléide observé)
48
20Ca + 249
97Bk ⟶ 297
117Ts* ⟶ 293
117Ts + 4 1
0n (5 nucléides observés)
Ces données ont été transmises au laboratoire national de Lawrence Livermore (LLNL) pour des analyses plus poussées, et les résultats complets ont été publiés le 9 avril 2010, révélant que les deux isotopes observés pouvaient avoir une période radioactive de plusieurs dizaines, voire centaines de millisecondes.
La section efficace de cette réaction est estimée autour de 2 picobarns ; les nucléides 293Ts et 294Ts obtenus ont chacun une chaîne de désintégration a priori assez longue, allant jusqu'au dubnium, voire au lawrencium, ce qui a permis leur caractérisation :

Chaînes de désintégrations calculées pour les nucléides ^{294}Ts et ^{293}Ts.

Tous les produits de désintégration de l'élément 117 étaient inconnus avant cette expérience, de sorte que leurs propriétés ne pouvaient servir à confirmer la validité de cette expérience. Une seconde synthèse fut réalisée en 2012 par la même équipe du JINR, qui obtint cette fois sept noyaux d'élément 117. Les résultats de cette expérience confirmèrent ceux de la première synthèse. Enfin, deux noyaux supplémentaires d'élément 117 furent synthétisés en 2014 au Centre de recherche sur les ions lourds (GSI) à Darmstadt, en Allemagne, par une équipe conjointe du GSI et de l'ORNL à l'aide de la même réaction que celle réalisée au JINR ; l'équipe du GSI avait initialement songé à explorer les réactions alternatives 244Pu (51V, xn) 295-xTs, et, éventuellement, 243Am (50Ti, xn) 293-xTs, s'ils ne parvenaient pas à obtenir du 249Bk de l'ORNL.

## Stabilité des isotopes
La stabilité des nucléides décroît rapidement au-delà du curium (élément 96) lorsque le numéro atomique augmente. À partir du seaborgium (no 106), tous les isotopes connus ont une période radioactive ne dépassant pas quelques minutes, tandis que celle de l'isotope le plus stable du dubnium (no 105), qui le précède dans le tableau périodique, est de 30 h, et qu'aucun élément chimique de numéro atomique supérieur à 82 (correspondant au plomb) n'a d'isotope stable. Cependant, pour des raisons qui ne sont pas encore bien comprises, la stabilité des noyaux atomiques tend à légèrement croître autour des numéros atomiques 110 à 114, ce qui semble indiquer la présence d'un « îlot de stabilité ». Ce concept, qui a été théorisé par Glenn Seaborg, expliquerait pourquoi les transactinides ont une période radioactive supérieure à celle prédite par le calcul. L'élément 117 possède le second numéro atomique le plus élevé parmi les éléments identifiés — seul l'oganesson est situé après lui dans le tableau périodique — et son isotope 294Ts a une demi-vie d'environ 51 ms, sensiblement supérieure à la valeur théorique qui avait été utilisée dans la publication rendant compte de sa découverte. L'équipe du JINR considère que ces données constituent une preuve expérimentale de l'existence de l'îlot de stabilité.

Carte de nucléides utilisée par l'équipe du JINR en 2010, soulignant d'un cadre les isotopes caractérisés à l'époque, et d'une ellipse blanche l'hypothétique « îlot de stabilité » ; selon Oganessian, la relative stabilité des isotopes de l'élément 117 alors synthétisés accréditerait l'existence de ce dernier.

L'isotope 295Ts aurait une période de 18 ± 7 ms. Il pourrait être possible de le produire à l'aide d'une réaction 249Bk (48Ca, 2n) 295Ts semblable à celle ayant déjà permis de produire les isotopes 294Ts et 293Ts. La probabilité de cette réaction serait cependant au plus 1/7 de celle de produire du 294Ts,,. Une modélisation tenant compte de l'effet tunnel permet de prédire l'existence de plusieurs isotopes de l'élément 117 jusqu'au 303Ts. Selon ces calculs, le plus stable d'entre eux serait le 296Ts, avec une période 40 ms pour la désintégration α. Des calculs par le modèle de la goutte liquide donnent des résultats semblables, suggérant une tendance à l'accroissement de stabilité pour les isotopes plus lourds que le 301Ts, avec une période partielle supérieure à l'âge de l'univers pour le 335Ts si on ignore la désintégration β.

## Propriétés
Dans la mesure où le caractère métallique s'affirme au détriment du caractère halogène lorsqu'on descend le long de la colonne no 17 du tableau périodique, on s'attend à ce que la tendance se poursuive avec l'élément 117, de sorte qu'il aurait probablement des propriétés de métal pauvre encore plus marquées que celles de l'astate. Le potentiel standard du couple rédox Ts/Ts− vaudrait –0,25 V, de sorte que, à la différence des halogènes, l'élément 117 ne devrait pas être réduit l'état d'oxydation –1 dans les conditions standard,.
Par ailleurs, les halogènes forment des molécules diatomiques unies par des liaisons σ, dont le caractère antiliant s'accentue lorsqu'on descend le long du groupe 17. Celle de la molécule de diastate At2, qui n'a jamais été caractérisée expérimentalement, est supposée déjà très antiliante et n'est énergétiquement plus très favorable, de sorte qu'on s'attend à ce que la molécule diatomique Ts2 soit en fait unie essentiellement par une liaison π ; le chlorure TsCl — écriture qui n'a aucun rapport avec le chlorure de tosyle, couramment abrégé TsCl également — aurait quant à lui une liaison simple entièrement π.
Enfin, la théorie VSEPR prédit que tous les trifluorures d'éléments du groupe 17 ont une géométrie moléculaire en T. Cela a été observé pour tous les trifluorures d'halogènes, qui présentent une structure notée AX3E2 dans laquelle l'atome central A est entouré par trois ligands X et deux paires d'électrons E. C'est par exemple le cas du trifluorure de chlore ClF3. On pourrait s'attendre à observer le même phénomène pour l'élément 117, cependant, les effets relativistes sur son cortège électronique, notamment d'interaction spin-orbite, rendent plus probable une géométrie trigonale pour la molécule TsF3, en raison du caractère davantage ionique de la liaison entre le fluor et l'élément 117, qui pourrait s'expliquer par la plus grande différence d'électronégativité entre ces deux éléments.

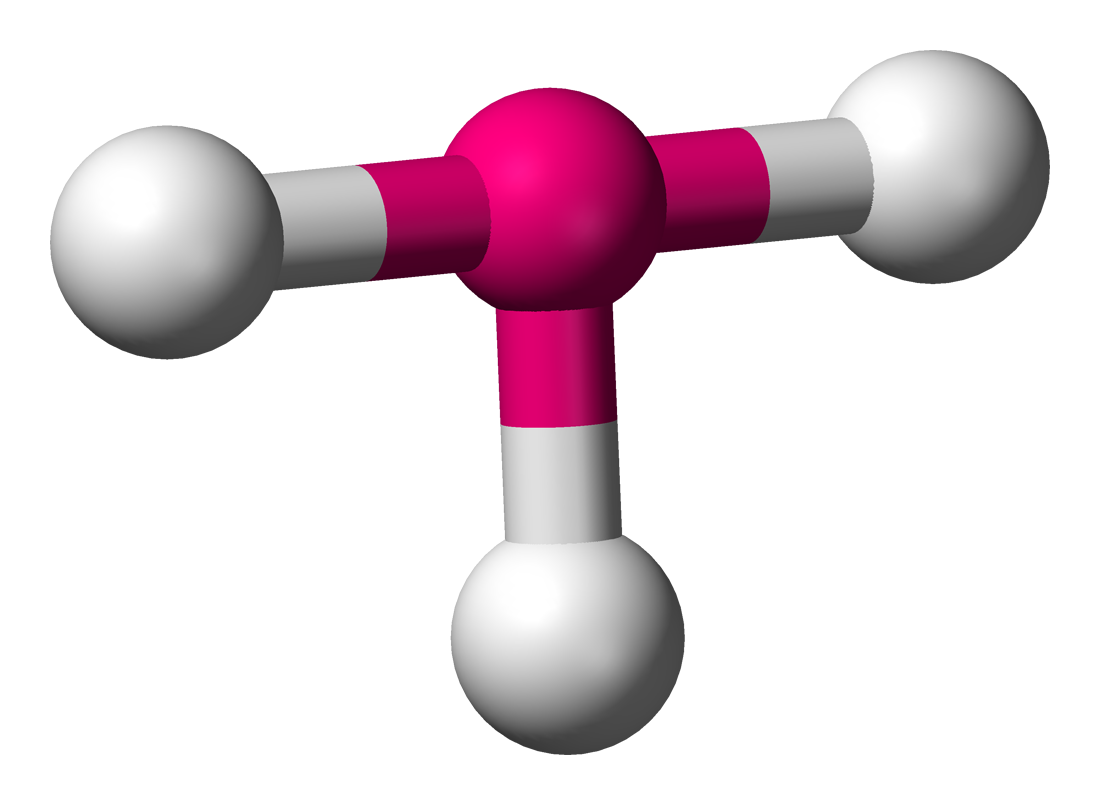
Le trifluorure d'iode IF3 a une géométrie en T.
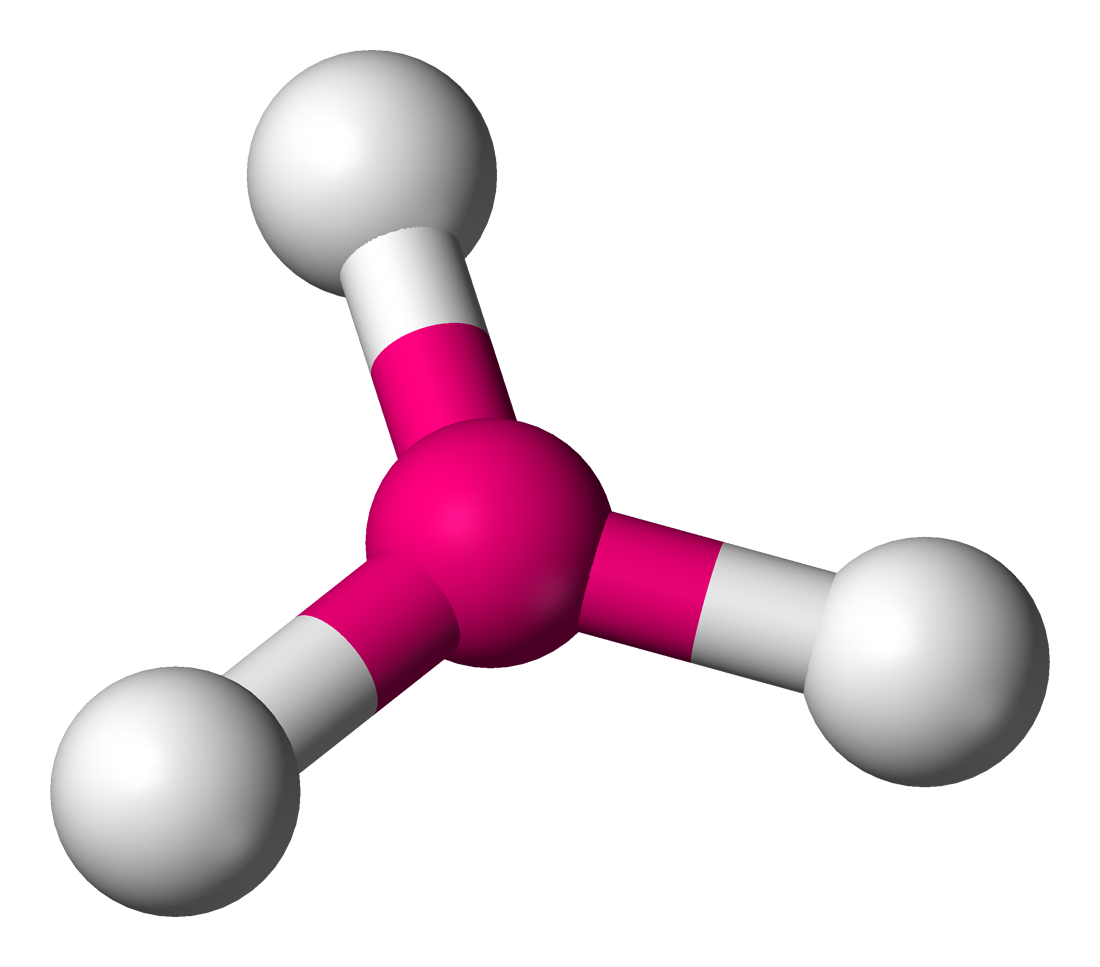
La géométrie du TsF3 serait trigonale.

Niveaux d'énergie des sous-couches électroniques périphériques pour le chlore, le brome, l'iode, l'astate et l'élément 117.

Les effets dus aux interactions spin-orbite tendent globalement à croître avec le numéro atomique, dans la mesure où la quantité de mouvement des électrons croît avec lui, ce qui rend les électrons périphériques plus sensibles aux effets relativistes pour les éléments superlourds. Dans le cas de l'élément 117, ceci a pour effet d'abaisser les niveaux d'énergie des sous-couches 7s et 7p, ce qui a pour effet de stabiliser les électrons correspondants, bien que deux des niveaux d'énergie 7p sont davantage stabilisés que les quatre autres. La stabilisation des électrons 7s relève de l'effet de paire inerte ; la séparation de la sous-couches 7p entre électrons stabilisés et électrons moins stabilisés est modélisée comme une séparation du nombre quantique azimutal ℓ de 1 à 1/2 et 3/2 respectivement. La configuration électronique de l'élément 117 peut par conséquent être représentée par 7s2
  7p2
1⁄2 7p3
3⁄2.
Les autres sous-couches sont également affectées par ces effets relativistes. Ainsi, les niveaux d'énergie 6d sont également séparés en quatre niveaux 6d3/2 et six 6d5/2 et remontent à proximité des niveaux 7s, bien qu'on n'ait pas calculé de propriétés chimiques particulières liées aux électrons 6d pour l'élément 117. L'écart entre les niveaux 7p1/2 et 7p3/2 est anormalement élevé : 9,8 eV ; il n'est que de 3,8 eV pour la sous-couche 6p de l'astate, pour lequel la chimie des électrons 6p1/2 apparaît déjà comme « limitée ». C'est la raison pour laquelle on s'attend à ce que la chimie de l'élément 117, si elle peut être étudiée, diffère de celle du reste du groupe 17.